# Ernst-Georg Buchterkirch
Ernst-Georg Buchterkirch (Stolp, 10 de setembro de 1914 — Krummendeich, 17 de julho de 1969) foi um oficial alemão que serviu durante a Segunda Guerra Mundial. Foi condecorado com a Cruz de Cavaleiro da Cruz de Ferro.

## Carreira

### Patentes
Oberleutnant

### Condecorações
| Cruz de Ferro 2ª Classe                         |
| Cruz de Ferro 1ª Classe                         |
| Folhas de Carvalho nº 44 31 de dezembro de 1941 |